# Informierte Einwilligung
Die Informierte Einwilligung, auch Informiertes Einverständnis und Informierte Zustimmung, eine Wortschöpfung nach dem englischen Vorbildsbegriff Informed Consent, auch Einwilligung nach erfolgter Aufklärung, bezeichnet im Zusammenhang mit einer medizinischen Behandlung die von Information und Aufklärung getragene Einwilligung des Patienten in Eingriffe und andere medizinische Maßnahmen. Aufgrund des Persönlichkeits- und Selbstbestimmungsrechts des Patienten dürfen nur solche Behandlungen durchgeführt werden, die vom Willen des Patienten getragen sind. Behandlungen, die ohne eine wirksame Einwilligung erfolgt sind, können zu Ersatzansprüchen des Patienten gegen den Behandelnden führen. Die (vorherige) Einwilligung rechtfertigt im Straf- und Deliktsrecht den Eingriff in die körperliche Integrität des Patienten und setzt den Arzt damit nicht der Strafverfolgung wegen Körperverletzung (§§ 223 und 230 StGB) aus. Die Einwilligung setzt die Einwilligungsfähigkeit voraus, die – je nach vorhandener Einsichtsfähigkeit – auch bei Geschäftsunfähigen gegeben sein kann. Unter Umständen ist die Einwilligung durch den oder die gesetzlichen Vertreter oder durch einen rechtlichen Betreuer zu erteilen. Dabei kann nach § 1904 BGB die Genehmigung des Betreuungsgerichts  erforderlich sein. Die Befugnis zur Einwilligung kann, zum Beispiel durch eine Vorsorgevollmacht, auf einen Bevollmächtigten übertragen werden.
In der Forschung am Menschen handelt es sich erst bei der Einwilligung nach erfolgter Aufklärung um eine qualifizierte Zustimmung, die gegeben wird, nachdem die Gegenseite, also beispielsweise der Arzt, der Therapeut oder der Experimentator, seiner Aufklärungspflicht nachgekommen ist. Einen Überblick zu einzelnen Fragen des informed consent in den USA gibt die frei verfügbare Publikation von Margaret J. Neff.
Die Idee des Informed consent hat auch Anwendung in verschiedenen anderen gesellschaftlichen Bereichen gefunden, wie im Verbraucherschutz und im Wissenschaftsrecht.

## Zivil- und strafrechtliche Bedeutung der Einwilligung
Nach § 630d BGB ist der Behandelnde verpflichtet, vor Durchführung einer medizinischen Maßnahme, insbesondere eines Eingriffs in den Körper oder die Gesundheit, die Einwilligung des Patienten einzuholen. Der Behandelnde muss den Patienten, nachdem er ihn vorher in verständlicher Weise ordnungsgemäß aufgeklärt hat, ausdrücklich und unmissverständlich fragen, ob er in die Maßnahme einwilligt.
Die wirksame, das heißt informierte Einwilligung, ist für den Behandelnden die Rechtfertigung für eine mit der Behandlung verbundene Körperverletzung, so dass die körperverletzenden Behandlungsmaßnahmen, soweit sie von der Einwilligung abgedeckt sind, weder zu einer strafrechtlichen noch deliktischen Haftung des Behandelnden führen.

## Eingriffsaufklärung als Wirksamkeitsvoraussetzung für die Einwilligung
Die Einwilligung ist nur wirksam, wenn der Patient oder der zur Einwilligung Berechtigte vor der Einwilligung und vor der medizinischen Intervention über sämtliche für die Einwilligung wesentlichen Umstände kompetent in einer ihm verständlichen Sprache aufgeklärt worden ist (so genannte Eingriffsaufklärung).
Die anglo-amerikanische Literatur entwickelte hierfür den Begriff des informed consent. Schon 1914 urteilte Cardozo: “Every human being of adult years and sound mind has the right to determine what shall be done with his own body.” (Schloendorff vs. Society of N.Y. Hosp., 211 N.Y. 125, 129, 105 N.E. 92, 93 (1914); Zit. nach Joseph H. King, the Law of Medical Malpractice in a Nutshell, St. Paul, Minn., 2. Auflage 1986, S. 130)

### Inhalt und Umfang
Zur Eingriffsaufklärung gehören insbesondere Art, Umfang, Durchführung, zu erwartende Folgen und Risiken der Maßnahme sowie ihre Notwendigkeit, Dringlichkeit, Eignung und Erfolgsaussichten im Hinblick auf die Diagnose oder die Therapie. Bei der Aufklärung ist auch auf Alternativen zur Maßnahme hinzuweisen, wenn mehrere medizinisch gleichermaßen indizierte und übliche Methoden zu wesentlich unterschiedlichen Belastungen, Risiken oder Heilungschancen führen können (§ 630e BGB) und zum Zustandekommen einer informierten Einwilligung auch Gelegenheit zu Fragen und weiterer Beratung zu geben.
Die Eingriffsaufklärung wird von anderen Informationspflichten des Behandelnden getrennt, etwa von der Pflicht, dem Patienten Wesentliches zu seiner Behandlung mitzuteilen, und von der Sicherungsaufklärung, die den Erfolg der Therapie sichern soll (z. B. ist nach Sterilisationen die Patientin zu informieren, dass eine Versagerquote besteht und weitere Verhütung angezeigt ist). Die Sicherungsaufklärung ist im Unterschied zur Eingriffsaufklärung keine Voraussetzung für die Wirksamkeit der Einwilligung.
Dem Patienten sind im Rahmen der Eingriffsaufklärung die medizinischen Tatsachen an die Hand zu geben, damit er sich für oder gegen die vorgesehene Maßnahme entscheiden kann. Ihm sind hierbei die wesentlichen Risiken darzustellen, die mit dem Eingriff nach der Erfahrung verbunden sind; die zu erwartenden Folgen eines Unterlassens sollen dargelegt werden, um ihm eine Wahlmöglichkeit zu eröffnen. Aus diesem Grund sind auch nach ärztlicher Prüfung in Frage kommende, echte Alternativen darzulegen und zu erläutern.
- Eingriffstypische Risiken: Pauschale Risikogrenzen, etwa Aufzählung aller Risiken über 0,01 %, sind nicht sinnvoll. Damit der Patient Schwere und Richtung des Risikospektrums erkennen kann, sind vor allem die für den Eingriff typischen Risiken zu beschreiben, auch wenn sie sehr selten sind, aber schwere Auswirkungen haben können. Bei einer kosmetischen Korrektur ist eine sehr ins Detail gehende Aufklärung geschuldet, bei einer akuten, vital indizierten Behandlung genügen die Grundzüge. Bei diagnostischen Eingriffen bedarf es ausführlicherer Diskussion auch seltener Risiken als vor dringenden Operationen. Gesteigertes Aufklärungsbedürfnis betrifft Eingriffe, deren Erfolgsaussichten fraglich sind.

- Risiken des konkreten Eingriffs: Umstritten ist, inwieweit über Risiken, die in der Person des Arztes und der Ausstattung des Krankenhauses liegen, aufzuklären ist. Da ohnehin immer der Standard eines Facharztes gewahrt sein muss, wird die persönliche Erfahrung des Arztes nicht Pflichtbestandteil, ebenso ggf. apparative Mängel, solange generell der Standard vergleichbarer Häuser gewahrt bleibt. Auf konkrete Fragen muss allerdings geantwortet werden. Einzelne Urteile von Landgerichten und Oberlandesgerichten gehen derzeit in eine andere Richtung. So wurde das Nichthinweisen auf eine ältere Saugglocke als Aufklärungsversäumnis gewertet.

- Das Risiko eines Behandlungsfehlers unterliegt nicht der Aufklärungsverpflichtung.

- Alternative Behandlungsmethoden: Nur wenn die Methoden in Chancen und Risiken gleichartig sind, also eine echte Option besteht, ist der Arzt zu weitergehender Beratung verpflichtet, welche Alternativen mit welchen Chancen und Risiken zur Debatte stehen. Diese Verpflichtung besteht unbeschränkt, wenn der Patient von sich aus fragt. Eine Aufklärungspflicht scheidet aus, solange sich alternative Behandlungsmethoden noch im experimentellen oder Erprobungsstadium befinden.

### Zeitpunkt und Form
Die Aufklärung muss mündlich und in einem persönlichen Gespräch mit dem Patienten erfolgen, damit der Patient die Gelegenheit hat, auch Rückfragen zu stellen. Der Einwilligende muss seine ausdrückliche Zustimmung geben. Eine „Formaleinwilligung“ genügt nicht.
Die Aufklärung muss ferner so rechtzeitig vor einem Eingriff erfolgen, dass der Patient ausreichend Zeit hat, die für und gegen die Maßnahme sprechenden Gründe abzuwägen und sich zu entscheiden. Bei operativen Eingriffen muss die Aufklärung in der Regel am Vortag des Eingriffs erfolgen. Ist der Eingriff eilig, so kann eine kürzere Frist ausreichen. Bei veränderter Situation muss erneut die informierte Einwilligung eingeholt und das Einverständnis bestätigt werden.
In der Praxis hat sich die Stufenaufklärung nach Weissauer durchgesetzt, die dem Patienten Grundinformation zum geplanten Eingriff gibt, und es ihm ermöglicht, Fragen zu formulieren oder auf weitere Information zu verzichten. Dies geschieht meist in vorgedruckten Aufklärungsbögen. Im persönlichen Aufklärungsgespräch werden auf Basis dieser Information die speziellen Risiken angesprochen und Fragen des Patienten erörtert. Dieses Gespräch kann an nachgeordnete Ärzte delegiert werden. Bei ausländischen Patienten, die der deutschen Sprache nicht mächtig sind, stehen oft Familienangehörige als ausreichend sprachkundige Übersetzer zur Verfügung. Wo dies nicht der Fall ist, muss ein sprachkundiger Übersetzer zugezogen werden.

### Besondere Situationen
- Kinder: Die Vertretung steht beiden Elternteilen gemeinsam zu, das Kind hat, soweit ausreichend einsichtsfähig, ein Vetorecht gegen nur relativ indizierte Eingriffe. Die Anwesenheit des Minderjährigen bei einem Aufklärungsgespräch kann dabei nach Ansicht des Bundesgerichtshofes[3] ausreichend sein, um dessen Selbstbestimmungsrecht auch dann zu genügen, wenn die Einwilligung von den Eltern erklärt worden ist. Es ist die Zustimmung beider Elternteile (soweit sorgeberechtigt) erforderlich; der Arzt kann bei Routineeingriffen leichterer Art ohne weitreichende Risiken auf die Mitteilung des erschienenen Elternteils vertrauen, zur Zustimmung für den anderen bevollmächtigt zu sein. Andernfalls ist die Einwilligung nur wirksam, wenn beide Elternteile zum Aufklärungsgespräch erschienen und einwilligten. Die vertretungsweise Fremdbestimmung der Eltern geht weniger weit als die Selbstbestimmung erwachsener Patienten: religiös oder weltanschaulich motivierte Ablehnung absolut indizierter Behandlungen ist unbeachtlich, gleichfalls die Wahl einer objektiv verfehlten Therapie. Bei widersprüchlichen Erklärungen der Eltern oder bevor ein von beiden Eltern abgelehnter, jedoch lebensnotwendiger Eingriff eingeleitet wird, muss im Rahmen der zeitlichen Möglichkeiten die Ersetzung der elterlichen Einwilligung durch das Familiengericht beantragt werden; im Notfall kann der Arzt eine zweifelsfrei gebotene Maßnahme ausnahmsweise selbst verantworten.

- Einwilligungsunfähigkeit: Bei schweren psychischen Erkrankungen oder geistigen Behinderungen kann beim Patienten Einwilligungsunfähigkeit vorliegen. In diesem Falle ist die Einwilligung des jeweiligen gesetzlichen Vertreters erforderlich. Dies sind bei Minderjährigen (siehe oben) zumeist die Eltern (oder der alleinsorgeberechtigte Elternteil) bzw. ein Vormund oder Ergänzungspfleger, bei Volljährigen ein rechtlicher Betreuer oder ein für Gesundheitsangelegenheiten Bevollmächtigter. Bei gefährlichen Behandlungsmaßnahmen oder lebensverlängernden Maßnahmen benötigt ein Betreuer oder Bevollmächtigter zusätzlich eine Genehmigung des Betreuungsgerichtes (§ 1904 BGB). Diese wiederum entfällt, wenn es einen Konsens zwischen Betreuer/Bevollmächtigtem und Arzt über die Auslegung des Patientenwillens gibt.

Nach dem Beschluss des Bundesverfassungsgerichts vom 23. März 2011 bestand in Deutschland keine Möglichkeit einer vertretungsweisen Einwilligung in eine Zwangsbehandlung, da dafür ein formell geregeltes Gesetz nötig wäre, dessen vom Gericht definierte Voraussetzungen aber derzeit von keiner Regelung für „psychisch Kranke“ erfüllt werden, weder auf Landes- noch auf Bundesebene. Diese Gesetzeslücke wurde für Betreuer/Bevollmächtigte mit § 1906 Abs. 3/3a BGB im März 2013 geschlossen. In den Landesgesetzen für psychisch Kranke haben inzwischen (Stand Frühjahr 2017) die meisten Bundesländer entsprechende Regelungen vorgenommen.
- Notfälle: Die erforderliche Aufklärung nimmt mit der Dringlichkeit des Eingriffs und abnehmender Einsichtsfähigkeit des Patienten ab. Soweit möglich sind Familienangehörige oder sonstige Vertrauenspersonen des Patienten zu beteiligen, um den mutmaßlichen Willen des Patienten zu bezeugen.

- Geburtshilfe: In allen Fällen, in denen die ernsthafte Möglichkeit besteht, dass eine Einwilligung der Schwangeren zum weiteren Vorgehen erforderlich wird, muss der Arzt rechtzeitig aufklären; er kann sich dann nicht darauf berufen, der Geburtsfortgang habe das Aufklärungsgespräch verhindert. Insbesondere ist die Aufklärung zur Alternative „Sectio/vaginale Entbindung“ Eingriffsaufklärung zur Patientenselbstbestimmung. Die mögliche epidurale Anästhesie zur Geburt ist mit erheblichen Risiken behaftet und, da nicht vital indiziert, nur mit vorheriger Einwilligung der Kreissenden zulässig. Diese kann nach anfänglicher Ablehnung während des Geburtsfortgangs nicht mehr wirksam erklärt werden.

- Erweiterung einer besprochenen Operation: Häufig erkennt auch ein sorgfältig planender Arzt erst im Laufe der Operation das Erfordernis, weitere Maßnahmen zu ergreifen. Nur wenn der erweiterte Eingriff lebenswichtig ist, kann der Arzt ihn ohne Unterbrechung vornehmen, die Einwilligung gilt als „mutmaßlich“ erteilt, wenn ein „verständiger“ Patient zustimmen würde (was der Arzt darzutun hat).

### Beweislast
Im Streitfall muss der Behandelnde seine Eingriffsaufklärung belegen.
Der Arzt kann seiner Beweislast durch seine Behandlungsunterlagen entsprechen. Der BGH lässt vor allem bei niedergelassenen Ärzten als Nachweis genügen, wenn in der Dokumentation die Tatsache der Aufklärung niedergelegt und der Arzt regelmäßige Aufklärungsgespräche etwa durch sein Personal beweist. Der BGH steht formularmäßiger Aufklärung skeptisch gegenüber, akzeptiert sie allerdings, wenn sie ausreichend speziell erfolgt und konkrete Risiken erwähnt sind. Sinnvoll und von der Rechtsprechung gefordert sind im klinischen Bereich auch entsprechende Dienstanweisungen.
Der vollständig ausgefüllte und vom Patienten unterzeichnete Einwilligungsbogen erbringt zunächst den Beweis der Richtigkeit der Urkunde; er begründet die Vermutung, dass der Patient darin richtige Tatsachen bestätigt, also dass ein Aufklärungsgespräch geführt wurde, dass die explizit erwähnten Risiken erwähnt wurden und dass der Patient der Behandlung zustimmt: er spricht gegen Behauptungen nachträglicher Änderungen. Der Nachweis erstreckt sich aber nicht darauf, dass der Patient einen nicht vervollständigten aber unterschriebenen Bogen gelesen und verstanden hat. Häufig fehlt es an einer korrekten Vervollständigung der Einwilligungsbögen bezüglich essentieller Punkte (Angabe weitere Risiken, Zustimmung „mit weiteren Fragen“ oder „ohne“ sie, Bezeichnung der Operation). Den meisten Erfolg für die Absicherung des Arztes verspricht es, wenn in einer Aktennotiz über Gesprächsinhalt und -zeitpunkt festgehalten wird, dass jeder Schritt der Aufklärung stattgefunden hat. Auch die Aushändigung von Aufklärungsbögen, ihre Unterzeichnung oder der Grund ihrer evtl. neuerlichen Aushändigung und späten Unterzeichnung sollen gleichermaßen festgehalten werden. Darüber hinaus sollte die schriftliche Einwilligung des Patienten zu wesentlichen Aufklärungsschritten festgehalten werden, sei es in Einwilligungsformularen, sei es in der Dokumentation direkt.
Der Bundesgerichtshof (BGH) hat im Zusammenhang mit § 823 BGB Ärzten den Nachweis einer korrekten Aufklärung ihrer Patienten erheblich erleichtert. Das Gericht darf seine Überzeugungsbildung gemäß § 286 ZPO auf die Angaben des Arztes über eine erfolgte Risikoaufklärung stützen, wenn seine Darstellung in sich schlüssig und „einiger“ Beweis für ein Aufklärungsgespräch erbracht ist. Dies gilt auch dann, wenn der Arzt erklärt, ihm sei das strittige Aufklärungsgespräch nicht im Gedächtnis geblieben. Das unterzeichnete Einwilligungsformular ist – sowohl in positiver als auch in negativer Hinsicht – ein Indiz für den Inhalt des Aufklärungsgesprächs.

### Rechtsprechung
Das Oberlandesgericht Hamm hat am 19. April 2016 entschieden, dass ein Zahnarzt für eine Behandlung mittels Infiltrations- oder Leitungsanästhesie haften kann, wenn er den Patienten über die als echte Alternative mögliche Behandlung mittels intraligamentärer Anästhesie nicht aufgeklärt hat und die vom Patienten für den zahnärztlichen Eingriff erteilte Einwilligung deswegen unwirksam gewesen ist. Es verurteilte den Zahnarzt zur Zahlung eines Schmerzensgelds in Höhe von 4.000 €.

### Urteil des Bundesgerichtshofs
Der Bundesgerichtshof hat am 5. November 2024 entschieden, dass die ärztliche Aufklärung mündlich stattfinden muss. Sie darf nur ergänzend auf schriftliche Unterlagen verweisen. Der für eine selbstbestimmte Entscheidung der Patienten zu vermittelnde Inhalt – insbesondere zu schwerwiegenden und seltenen Risiken –  muss stets mündlich mitgeteilt werden. Eine wirksame Patienteneinwilligung erfordere es, Patienten zumindest „im Großen und Ganzen“ über Chancen und Risiken der Behandlung aufzuklären und ihnen dadurch eine allgemeine Vorstellung vom Ausmaß der mit dem Eingriff verbundenen Gefahren zu vermitteln. Auch Rückfragen sollten gestellt werden können, so dass die Aufklärung nicht auf einen lediglich formalen Merkposten innerhalb eines Aufklärungsbogens reduziert wird. Nur dann könnten Ärzte Verständnisprobleme, Fehlvorstellungen, aber auch Ängste erkennen und auf diese unmittelbar und individuell reagieren. Nur zur Wiederholung des Gesagten oder zur bildlichen Darstellung etwa dürfe auf schriftliche Unterlagen Bezug genommen werden. Diese müssten jedoch für das grundsätzliche Verständnis der Risiken entbehrlich sein.

## Informed consent bei sadomasochistischen Praktiken (BDSM)
Aus rechtlicher Sicht besteht zwar ein  Unterschied zwischen strafbaren Handlungen wie Körperverletzung, Freiheitsberaubung, Beleidigung oder Verstößen gegen das sexuelle Selbstbestimmungsrecht (Nötigung) und der selbstbestimmten Ausübung der sexuellen Präferenz (BDSM) in der Freiwilligkeit und Einvernehmlichkeit aller erwachsenen Partner, die nach den ethischen Prinzipien des SSC erfolgt. Strittig ist dabei jedoch, inwiefern  das Einverständnis zur (leichten) Körperverletzung überhaupt gegeben werden darf, da der Aspekt der Sittenwidrigkeit berührt ist. Einwilligung in schwere Körperverletzung ist laut § 228 StGB nicht möglich.

## Informed consent und debriefing nach psychologischen Experimenten
„Entschließt sich ein potenzieller Proband nach Kenntnisnahme aller relevanten Informationen zur Teilnahme an der in Frage stehenden Untersuchung, spricht man von ‚Informed consent‘. Sind Personen an ihren eigenen Untersuchungsergebnissen interessiert, ist es selbstverständlich, dass diese nach Abschluss der Untersuchung schriftlich, fernmündlich oder in einer kleinen Präsentation mitgeteilt werden.“
„Gelegentlich ist es für das Gelingen einer Untersuchung erforderlich, dass die Untersuchungsteilnehmer den eigentlichen Sinn der Untersuchung nicht erfahren dürfen […]. Sind Täuschungen unvermeidlich, und verspricht die Untersuchung wichtige neue Erkenntnisse, so besteht die Pflicht, die Teilnehmer nach Abschluss der Untersuchung über die wahren Zusammenhänge aufzuklären (Debriefing). Danach sollte auf die Möglichkeit aufmerksam gemacht werden, die weitere Auswertung ihrer Daten nicht zu gestatten.“